# Max Suhrbier
Max Suhrbier (ur. 12 października 1902 w Rostocku, zm. 16 stycznia 1971 w Berlinie Wschodnim) – niemiecki polityk, przewodniczący Liberalno-Demokratycznej Partii Niemiec (1960–1967).

## Życiorys
Po uzyskaniu matury w rodzinnym Rostocku studiował prawo na lokalnym uniwersytecie. Pracował jako urzędnik (m.in. w Ministerstwie Rolnictwa, a później Finansów Meklemburgii), będąc jednocześnie członkiem Niemiecko-Narodowej Partii Ludowej (1931–1933).
Pracę w Ministerstwie Finansów kontynuował również po zakończeniu II wojny światowej, angażując się zarazem w działalność w Liberalno-Demokratycznej Partii Niemiec. W latach 1946–1952 zasiadał w landtagu Meklemburgii, będąc jednocześnie ministrem finansów tego kraju (1948–1952).

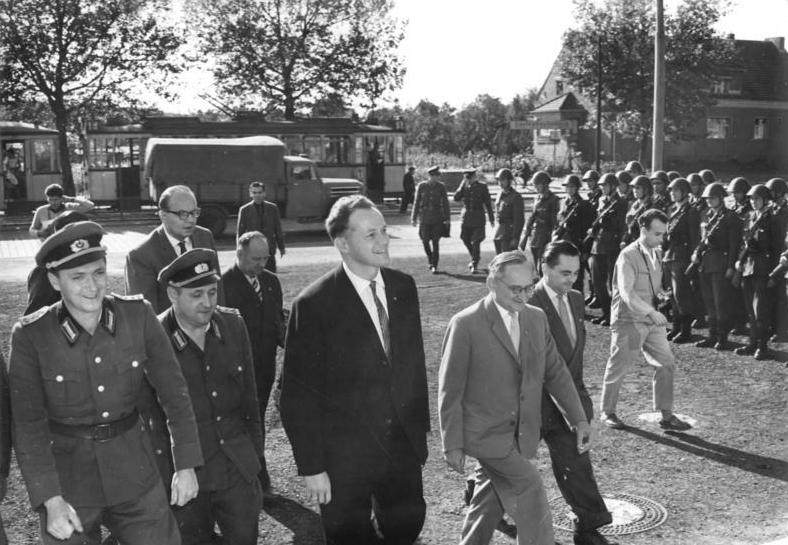
Członkowie kierownictwa partii LDPD odwiedzający jednostkę policji w Berlinie; od lewej: dwoje policjantów, Manfred Gerlach, Suhrbier i Rudolf Agsten (1961)

Od 1947 pełnił obowiązki szefa LDPD na teren Meklemburgii. Po śmierci Hansa Locha został wybrany przewodniczącym ogólnokrajowym partii, a od 1967 był jej honorowym prezesem. Od 1950 do 1959 i w latach 1963–1971 zasiadał w Izbie Ludowej. W latach 1959–1960 pełnił obowiązki wiceministra finansów, a następnie wicepremiera NRD (1960–1965).

## Wybrane publikacje
- 1948: Deutschland – liberale Demokratie, Schwerin
- 1951: Liberale Politik für Deutschland, Schwerin